# Giuseppe Peruchetti
Giuseppe Peruchetti (ur. 30 października 1907 w Gardone Val Trompia, zm. 21 maja 1995 tamże) włoski piłkarz, grający na pozycji bramkarza, mający epizod trenerski w Interze Mediolan w latach 1940–1941.
Jako piłkarz występował w Brescii (1928–1936), Interze Mediolan (1936–1940) oraz Juventusie (1941–1944). W reprezentacji Włoch zaliczył 2 mecze w 1936 roku.